# Пингвинёнок Джаспер: Путешествие на край света
«Пингвинёнок Джаспер: Путешествие на край света» (нем. «Jasper und das Limonadenkomplott», англ. «Jasper: Journey to the End of the World») — полнометражный анимационный фильм 2008 года производства студии «Toons’N’Tales», премьера которого состоялась в Германии 2 октября 2008 года.

## Сюжет
Юный Джаспер жил на Южном Полюсе — это была его родина, дом его родных и друзей. Но герой мультфильма не мог усидеть на месте — его всегда притягивали не известные ему дальние страны. И, невзирая на насмешки окружающих, пингвинёнок верил в свою мечту.
И вот как-то раз судьба подарила-таки ему шанс: познакомившись с попугаем Какапо, жителем южных широт, Джаспер решил отправиться познавать неведомый ему мир. Вместе со своим братом Джуниором он оказывается на борту круизного судна, где, как вскоре выяснится, царствует злой доктор Блок, большой любитель экспериментов ради обретения огромного богатства и могущества. Вместе с дочерью капитана судна Эммой герои включаются в борьбу с вредным доктором и Джаспер доказал остальным, какой на самом деле мир.

## Озвучивание
| Персонаж                       | Оригинал              | Английская версия | Закадровый перевод по заказу ВГТРК (2010 год) | Дубляж телеканала «Tiji» (2017 год) |
| ------------------------------ | --------------------- | ----------------- | --------------------------------------------- | ----------------------------------- |
| Джаспер                        | Малте Аркона          | Рик Адамс         | Ольга Шорохова                                | Антон Колесников                    |
| Какапо                         | Руфус Бек             | Роб Рэкстроу      | Олег Вирозуб                                  | Андрей Бархударов                   |
| Эмма                           | Мареза Зельдмайер     | Кейт Роулингс     | Ольга Шорохова                                | Алёна Созинова                      |
| доктор Блок                    | Кристофф Мария Хербст | Стив Хадсон       | (неизвестно)                                  | Илья Хвостиков                      |
| Рольф, ассистент доктора Блока | Торстен Мюнхов        | Стив Хадсон       | Дмитрий Филимонов                             | Андрей Гриневич                     |
| отец Эммы, капитан корабля     | Клаус-Петер Дамиц     | Стив Хадсон       | Дмитрий Филимонов                             | Даниил Эльдаров                     |
| отец Джаспера                  | Ману Любовски         | Стив Хадсон       | (неизвестно)                                  | Олег Куценко                        |
| мать Джаспера                  | Катрин Фрёлих         | Николь Страк      | Ольга Шорохова                                | (неизвестно)                        |
| пингвин-учитель                | Якоб Ридль            | Стив Хадсон       | Олег Вирозуб                                  | Александр Коврижных                 |
| механик корабля                | Якоб Ридль            | (неизвестно)      | Олег Вирозуб                                  | Александр Коврижных                 |
| дива Светлана Болем-Боливер    | Кристин Лейсер        | Сильвия Тончева   | Ольга Шорохова                                | (неизвестно)                        |
| 1-й пингвин                    | Манфред Триллинг      | (неизвестно)      | Дмитрий Филимонов                             | Александр Коврижных                 |
| 2-й пингвин                    | Герхард Йилька        | (неизвестно)      | Дмитрий Филимонов                             | Даниил Эльдаров                     |
| пассажир Герберт               | Герхард Йилька        | Стив Хадсон       | Олег Вирозуб                                  | Илья Хвостиков                      |
| жена Герберта                  | Марион Хартманн       | Николь Страк      | Ольга Шорохова                                | (неизвестно)                        |

## Рецензии
- Olivier Bachelard. A l’aventure! Архивная копия от 10 августа 2016 на Wayback Machine abusdecine.com
- Bianka Piringer. Jasper und das Limonadenkomplott. cinefacts.de
- Renee Schonfeld. Jasper: Journey to the End of the World Архивная копия от 21 апреля 2016 на Wayback Machine. commonsensemedia.org
- Katharina Gärtner. Ein kleiner Pinguin entdeckt die große Welt Архивная копия от 12 ноября 2016 на Wayback Machine. Filmreporter.de
- Joachim Kurz. Kleiner Pinguin, ganz groß Архивная копия от 7 июня 2015 на Wayback Machine. kino-zeit.de
- Eckart Fingberg. JASPER UND DAS LIMONADENKOMPLOTT Архивная копия от 2 апреля 2016 на Wayback Machine. moviemaze.de
- Nicolas Gilson. Jasper, Pingouin Explorateur Архивная копия от 7 марта 2019 на Wayback Machine. ungrandmoment.be, 09/02/2010.